# カイル・ユーズチェック
カイル・パトリック・ユーズチェック（Kyle Patrick Juszczyk, 1991年4月23日 - ）は、アメリカ合衆国オハイオ州メダイナ出身のプロアメリカンフットボール選手。NFLのサンフランシスコ・49ersに所属している。ポジションはフルバック。

## 経歴

### カレッジ
ハーバード大学ではタイトエンドとして4年間プレーし、通算で1,526レシーブ獲得ヤードを記録した。

### ボルチモア・レイブンズ
| 身長                              | 体重            | 腕 の 長 さ       | 手 の 大 き さ   | 40Yrd ダ ッ シ ュ | 10Yrd ス プ リ ッ ト | 20Yrd ス プ リ ッ ト | 20Yrd シ ャ ト ル | 3 コ 丨 ン ド リ ル | 垂 直 跳 び   | 立 ち 幅 跳 び      | ベ ン チ プ レ ス |
| --------------------------------- | --------------- | ----------------- | ---------------- | ----------------- | -------------------- | -------------------- | ----------------- | ------------------- | ------------- | ------------------- | ----------------- |
| 6 ft 1+1⁄4 in (186 cm)            | 248 lb (112 kg) | 32+5⁄8 in (83 cm) | 9+1⁄8 in (23 cm) | 4.71 s            | 1.60 s               | 2.75 s               | 4.19 s            | 6.93 s              | 37 in (94 cm) | 10 ft 1 in (3.07 m) | 24 回             |
| All values from Harvard's Pro Day |                 |                   |                  |                   |                      |                      |                   |                     |               |                     |                   |

2013年のNFLドラフトにて、全体130位でボルチモア・レイブンズから指名された。ハーバード大学の選手がNFLドラフトで指名されるのは史上10人目だった。その後4年総額246万ドルのルーキー契約を結んだ。
2013年シーズンは主にスペシャルチームとしてプレーした。

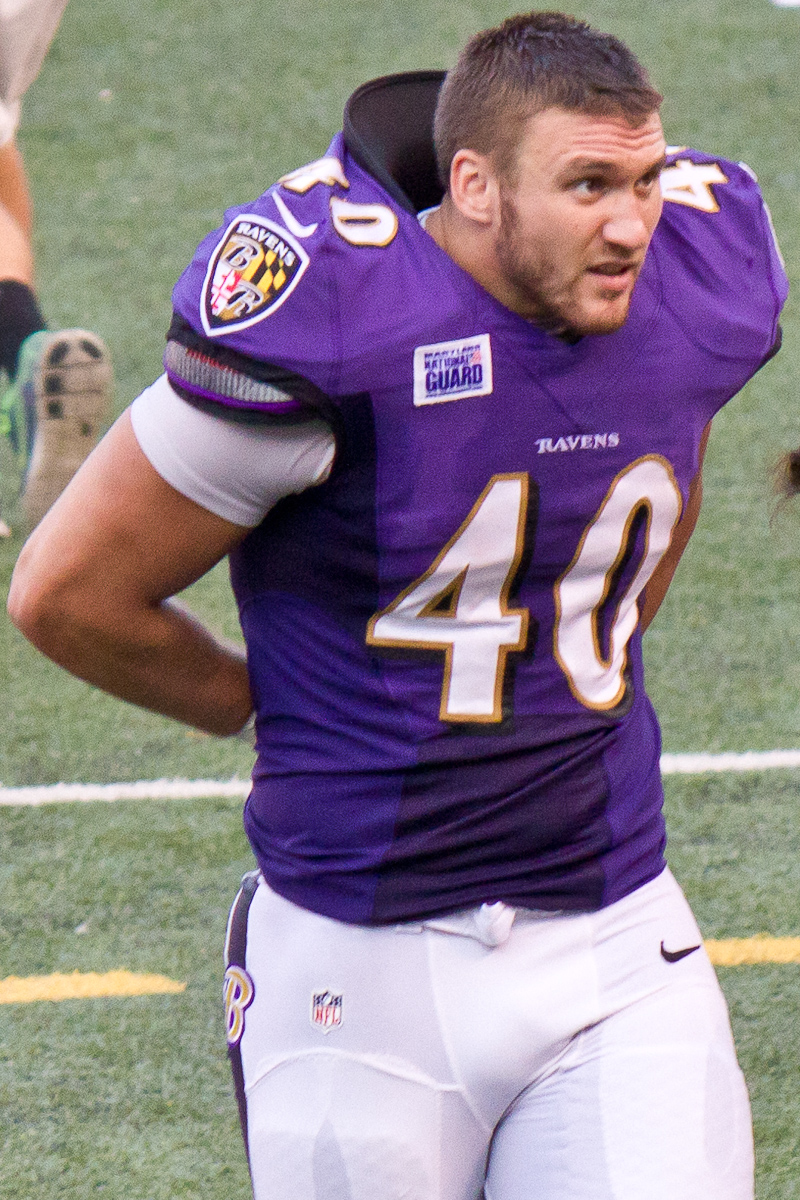
ボルチモア・レイブンズでのユーズチェック
(2013年)

2014年シーズンからフルバックとして先発を務めた。第3週のクリーブランド・ブラウンズ戦で54レシーブ獲得ヤードを記録した。シーズン全体では19レシーブ、182レシーブ獲得ヤード、1つのレシービングTDを記録した。
2015年シーズンはいずれもキャリアハイとなる42レシーブ、321レシーブ獲得ヤード、4つのレシービングTDを記録した。
2016年シーズン、第9週のピッツバーグ・スティーラーズ戦でキャリア初となるラッシングTDを記録し、自身初となるプロボウルに選出された。

### サンフランシスコ・49ers
2017年3月9日にサンフランシスコ・49ersと4年総額2,100万ドルの契約を結んだ。他にはフィラデルフィア・イーグルス、バッファロー・ビルズなどからもオファーを受けていた。
2017年シーズンは33レシーブ、315レシーブ獲得ヤード、1つのレシービングTDを記録した。
2018年シーズンは30レシーブ、324レシーブ獲得ヤード、1つのレシービングTDを記録し、3年連続でプロボウルに選出された。
2019年シーズンは20レシーブ、239レシーブ獲得ヤード、1つのレシービングTDを記録し、4年連続でプロボウルに選出された。カンザスシティ・チーフスとのスーパーボウルでは3レシーブ、39レシーブ獲得ヤード、1つのレシービングTDを記録したが、チームは敗れた。ハーバード大学出身の選手がスーパーボウルでタッチダウンを記録するのは史上初であった。
2020年シーズン、第16週のアリゾナ・カージナルス戦で2つのレシービングTDを記録した。シーズン全体では19レシーブ、202レシーブ獲得ヤード、4つのレシービングTDを記録し、5年連続でプロボウルに選出された。
2021年3月15日に49ersと5年総額2,700万ドルの契約延長に合意した。2021年シーズンは30レシーブ、296レシーブ獲得ヤード、1つのレシービングTDを記録し、6年連続でプロボウルに選出された。
2022年シーズンは19レシーブ、200レシーブ獲得ヤード、1つのレシービングTDを記録し、7年連続でプロボウルに選出された。
2023年シーズンは14レシーブ、119レシーブ獲得ヤード、2つのレシービングTDを記録し、8年連続のプロボウルと、自身初となるオールプロファーストチームに選出された。
2024年シーズンは19レシーブ、200レシーブ獲得ヤード、2つのレシービングTDを記録し、オールプロセカンドチームと、9年連続のプロボウルに選出された。シーズン後に1度チームからリリースされたが、2025年3月19日に2年800万ドルで49ersと再契約を行った。